# Carlo II di Baden-Durlach
Carlo II di Baden-Durlach (Pforzheim, 24 luglio 1529 – Durlach, 23 marzo 1577) soprannominato Carlo con la borsa, fu margravio di Baden-Durlach dal 1552 al 1577. Il 1 giugno 1556, Carlo emanò un nuovo Kirchenordnung ("ordine della chiesa"), che rese il luteranesimo la religione ufficiale del Baden-Durlach.

## Vita
Carlo era figlio del margravio Ernesto di Baden-Durlach e della sua seconda moglie Ursula di Rosenfeld. Dal momento che il matrimonio tra Ernesto e Ursula era morganatico, la capacità di Charles di succedere era disputata. Tuttavia, cominciò a governare sull'alto Baden in nome di suo padre nel settembre 1552. Il suo dodicenne fratellastro, Bernardo IV morì il 20 gennaio 1553 e suo padre morì sei settimane dopo, il 6 febbraio. Carlo quindi ereditò l'intero paese, che a quel tempo si chiamava Baden-Pforzheim. Trasferì la capitale a Durlach, cambiando il nome del suo paese in Baden-Durlach.

### Introduzione della riforma protestante nel 1556

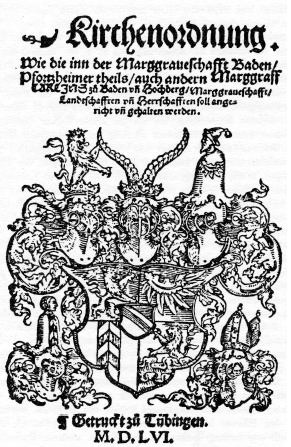
Copertina del Kirchenordnung, 1556

In supporto alla propria vocazione luterana, fu amico dei teologi Jacob Andreae e Jacob Heerbrand, i quali lo spinsero nel 1561 a partecipare alla Confessione di Augusta, dove strinse una profonda alleanza col Principe Alberto di Sassonia, coalizzandosi poi con Carlo IX di Francia contro i disordini provocati dagli ugonotti.

## Matrimonio e figli
Carlo II si sposò per la prima volta il 10 marzo 1551 con Cunegonda di Brandeburgo-Bayreuth (17 giugno 1523 - 27 febbraio 1558), figlia del margravio Casimiro di Brandeburgo-Bayreuth, dalla quale ebbe due figli, entrambi morti prima di raggiungere l'età adulta:
- Maria (3 gennaio 1553 - 11 novembre 1561);
- Alberto (12 giugno 1555 - 5 maggio 1574).

Rimasto vedovo della prima moglie, Carlo II si risposò il 1º agosto 1558 con la contessa palatina Anna di Veldenz (12 novembre 1540 - 30 marzo 1586), figlia del conte palatino Roberto di Veldenz, dalla quale ebbe i seguenti figli:
- Dorotea Ursula (20 giugno 1559 - 19 maggio 1583), sposò il 7 novembre 1575 Ludovico di Württemberg (1 gennaio 1554 - 18 agosto 1593);
- Ernesto Federico (17 ottobre 1560; - 14 aprile 1604), sposò il 21 dicembre 1585 Anna della Frisia orientale (26 maggio 1562 - 21 aprile 1621), figlia del Conte Edzardo II della Frisia orientale;
- Giacomo III (26 maggio 1562 - 17 agosto 1590), sposò il 6 settembre 1584 Elisabetta di Pallandt-Culemborg (c.1567 - 8 maggio 1620), figlia del conte Floris I di Pallandt-Culemborg (1537 - 1598);
- Anna Maria (4 agosto 1565 - 8 ottobre 1573);
- Elisabetta (27 settembre 1570 - 6 ottobre 1611);
- Giorgio Federico (30 gennaio 1573 - 24 settembre 1638).

Dopo la morte di Carlo II, il Baden-Durlach fu diviso fra i suoi tre figli maschi: Baden-Durlach-Hachberg andò a Giacomo III; Baden-Durlach-Sausenberg andò a Giorgio Federico; il reastante Baden-Durlach andò ad Ernesto Federico che diventò margravio di Baden-Durlach e alla fine fu succeduto dal fratello Giorgio Federico, che tra i figli di Carlo Ii fu quello che visse più a lungo. Soltanto Giorgio Federico rimase luterano, mentre, Ernesto Federico si convertì al calvinismo e Giacomo III diventò cattolico. Dal momento che Giorgio Federico visse più a lungo fra i tre, il margraviato rimase luterano. La vedova di Carlo, Anna di Veldenz, guidò gli affari di governo per 7 anni come reggente dopo la sua morte, fino a quando i suoi figli non raggiunsero la maggiore età.

## Ascendenza
|                            |   |                             | Genitori            |  |  | Nonni |  |  | Bisnonni         |  |  | Trisnonni          |  |
|                            |   |                             |                     |  |  |       |  |  | Carlo I di Baden |  |  | Giacomo I di Baden |  |
|                            |   |                             |                     |  |  |       |  |  | Carlo I di Baden |  |  | Giacomo I di Baden |  |
|                            |   | Caterina di Lorena          |                     |  |  |       |  |  | Carlo I di Baden |  |  |                    |  |
| Cristoforo I di Baden      |   |                             |                     |  |  |       |  |  | Carlo I di Baden |  |  |                    |  |
|                            |   | Caterina d'Austria          | Ernesto I d'Asburgo |  |  |       |  |  |                  |  |  |                    |  |
|                            |   | Caterina d'Austria          | Ernesto I d'Asburgo |  |  |       |  |  |                  |  |  |                    |  |
|                            |   | Caterina d'Austria          | Cimburga di Masovia |  |  |       |  |  |                  |  |  |                    |  |
| Ernesto I di Baden-Durlach |   | Caterina d'Austria          |                     |  |  |       |  |  |                  |  |  |                    |  |
|                            |   | Filippo I di Katzenelnbogen | …                   |  |  |       |  |  |                  |  |  |                    |  |
|                            |   | Filippo I di Katzenelnbogen | …                   |  |  |       |  |  |                  |  |  |                    |  |
|                            |   | Filippo I di Katzenelnbogen | …                   |  |  |       |  |  |                  |  |  |                    |  |
| Ottilia von Katzenelnbogen |   | Filippo I di Katzenelnbogen |                     |  |  |       |  |  |                  |  |  |                    |  |
|                            |   | …                           | …                   |  |  |       |  |  |                  |  |  |                    |  |
|                            |   | …                           | …                   |  |  |       |  |  |                  |  |  |                    |  |
|                            |   | …                           | …                   |  |  |       |  |  |                  |  |  |                    |  |
| Carlo II di Baden-Durlach  |   | …                           |                     |  |  |       |  |  |                  |  |  |                    |  |
|                            | … | …                           |                     |  |  |       |  |  |                  |  |  |                    |  |
|                            | … | …                           |                     |  |  |       |  |  |                  |  |  |                    |  |
|                            | … | …                           |                     |  |  |       |  |  |                  |  |  |                    |  |
| Giorgio di Rosenfeld       | … |                             |                     |  |  |       |  |  |                  |  |  |                    |  |
|                            |   | …                           | …                   |  |  |       |  |  |                  |  |  |                    |  |
|                            |   | …                           | …                   |  |  |       |  |  |                  |  |  |                    |  |
|                            |   | …                           | …                   |  |  |       |  |  |                  |  |  |                    |  |
| Ursula di Rosenfeld        |   | …                           |                     |  |  |       |  |  |                  |  |  |                    |  |
|                            |   | …                           | …                   |  |  |       |  |  |                  |  |  |                    |  |
|                            |   | …                           | …                   |  |  |       |  |  |                  |  |  |                    |  |
|                            |   | …                           | …                   |  |  |       |  |  |                  |  |  |                    |  |
| …                          |   | …                           |                     |  |  |       |  |  |                  |  |  |                    |  |
|                            |   | …                           | …                   |  |  |       |  |  |                  |  |  |                    |  |
|                            |   | …                           | …                   |  |  |       |  |  |                  |  |  |                    |  |
|                            |   | …                           | …                   |  |  |       |  |  |                  |  |  |                    |  |
|                            |   | …                           |                     |  |  |       |  |  |                  |  |  |                    |  |

## Fonti
- (DE) Hans Jürgen Rieckenberg, Karl II., in Neue Deutsche Biographie, vol. 11, Berlin, Duncker & Humblot, 1977, ISBN 3-428-00192-3,  pp. 220  s. (online).
- Template:Cite ADB
- Karl Friedrich Vierordt: Geschichte der evangelischen Kirche in dem Großherzogthum Baden, vol. 1, Karlsruhe, 1847, pp 420-441.
- Joseph Elble: Die Einführung der Reformation im Markgräflerland und in Hochberg. 1556-1561, in: Freiburger Diözesan-Archiv, vol. 42 (1914), pp. 1–110
- Johann Pflüger: Geschichte der Stadt Pforzheim, Pforzheim, 1989.
- Ernst Walter Zeeden: Kleine Reformationsgeschichte von Baden-Durlach und Kurpfalz, Karlsruhe, 1956
- Rudolf Burger: Die Reformation im Markgräflerland, Weil am Rhein, 1984